# Вікторівка (Мелітопольський район)
Ві́кторівка — село в Україні, в Олександрівській сільській громаді Мелітопольського району Запорізької області. Населення становить 69 осіб. До 2020 року орган місцевого самоврядування — Дунаївська сільська рада.

## Географія
Село Вікторівка розташоване за 175 км від обласного центру, 44 км від районного центру та 2,5 км від Молочного лиману. За 3,5 км розташоване сусіднє село Дунаївка.

## Історія
Село засноване 1910 року. 
7 (20) листопада 1917 року, відповідно до Третього Універсалу Української Центральної Ради, увійшло до складу Української Народної Республіки.
З 1935 року село перебувало в складі Приазовського району.
12 червня 2020 року, відповідно до розпорядження Кабінету Міністрів України № 713-р «Про визначення адміністративних центрів та затвердження територій територіальних громад Запорізької області», Дунаївська сільська рада об'єднана з Олександрівською сільською громадою.
19 липня 2020 року, в результаті адміністративно-територіальної реформи та ліквідації Приазовського району, село увійшло до складу новоутвореного Мелітопольського району.